# Villa Domínico
Villa Domínico es una localidad argentina del partido de Avellaneda, siendo una de las siete localidades del partido bonaerense de Avellaneda, en la zona sur del área metropolitana de Buenos Aires, en la  provincia de Buenos Aires. Tiene aproximadamente una población de 62.315 habitantes, lo que la convierte en la tercera localidad más habitada del partido.

## Historia
Una expedición de 1580 por el capitán Juan de Garay, el fundador de Buenos Aires, dio lugar a las concesiones de tierras para un Adelantado Torres de Vera y para un Regidor, Luis Gaitán. Melchor Maciel compró la tierra a los herederos de Gaitán en 1619, y la viuda de Maciel, quien se volvió a casar después de su muerte en 1633, amplió sus tenencias a 24 000 hectáreas. Tras la muerte de su hijo, Luis Pesoa de Figueroa, en 1725, su viuda divide la finca en cuatro parcelas iguales. Juan Estanislao Zamudio compró tres de los lotes, y el cuarto fue donado por la viuda a la Orden dominica de la Iglesia católica, que estableció el Convento de Santo Domingo.
El "Camino Real" se extendió al sur de Sarandí por orden del Real Consulado de Buenos Aires, y el puente de barcas construidas para ampliar la carretera de esta zona dio su primer nombre informal: "Paraje del Puente Chico".
Andrés Pazos compró gran parte de la tierra en 1820, y su casa rural fue contada en el censo de 1838 de la Provincia de Buenos Aires por orden del gobernador Juan Manuel de Rosas. Patricio Brown instaló un establecimiento industrial, una fábrica de carne salada o saladero, en 1850.
Jorge Domínico compró la tierra en 1856 y vendió una franja de esa tierra a Buenos Aires y al ferrocarril, que se completó en 1872. Los primeros lotes fueron vendidos a colonos el 11 de agosto de 1894. Un terrateniente vecino, Federico Gattemeyer, hizo lo mismo en 1908, y el ferrocarril abrió una estación en Villa Domínico en 1909. Impulsados por una ola de inmigración en la Argentina, el asentamiento creció rápidamente, y en 1910, tenía una población de alrededor de 1 100 habitantes. El Desarrollo Comunitario de Villa Domínico y Sociedad de Ayuda Mutua fue establecido el 28 de agosto de 1910, y por su iniciativa, el parque de bomberos se inauguró en 1912. La iglesia de San José fue consagrada el 23 de abril de 1918.
El representante de la ciudad en la Legislatura Provincial, Fabián Onsari, logró tener un plan integral de control de inundaciones para el área aprobado en 1923, y la red de canales y obras auxiliares, conocido como el "Plan de Onsari", fue terminada en 1929. La ciudad se convirtió en una comunidad con una economía orientada a los servicios en las décadas siguientes.

## Geografía

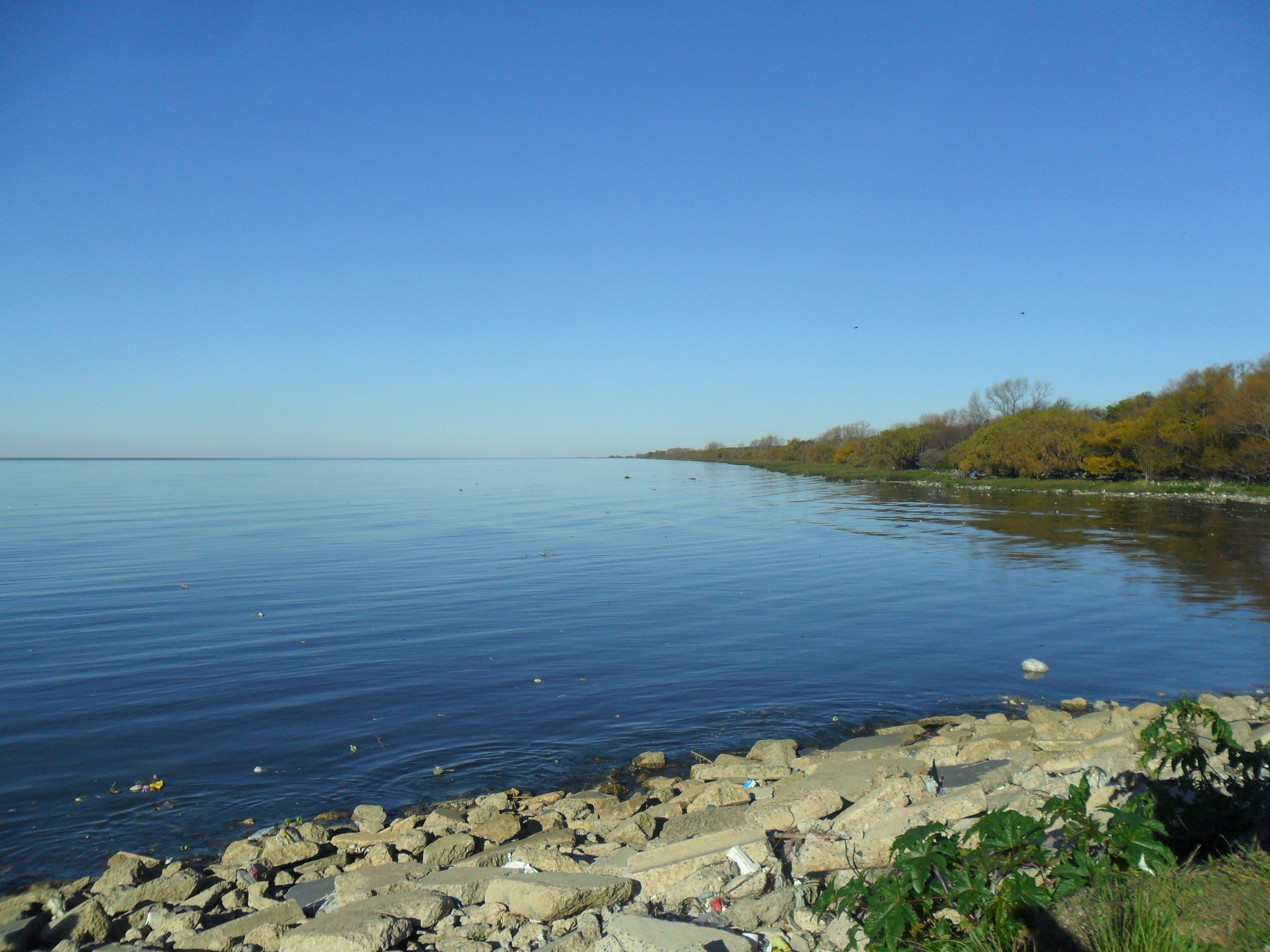
Vista del río de La Plata.

### Población
Cuenta con 58 824 habitantes (Indec, 2001) y en el censo 2010 se llegó a la cantidad de 62.315 habitantes en Villa Dominico, siendo este el tercer barrio más poblado del partido de Avellaneda.
El límite con Wilde es la calle Boulevard de los Italianos, con Sarandí es la calle San Lorenzo, limita con Lanús en la calle Camino General Belgrano y con el acceso Sudeste en la calle Tres Arroyos.

## Lugares

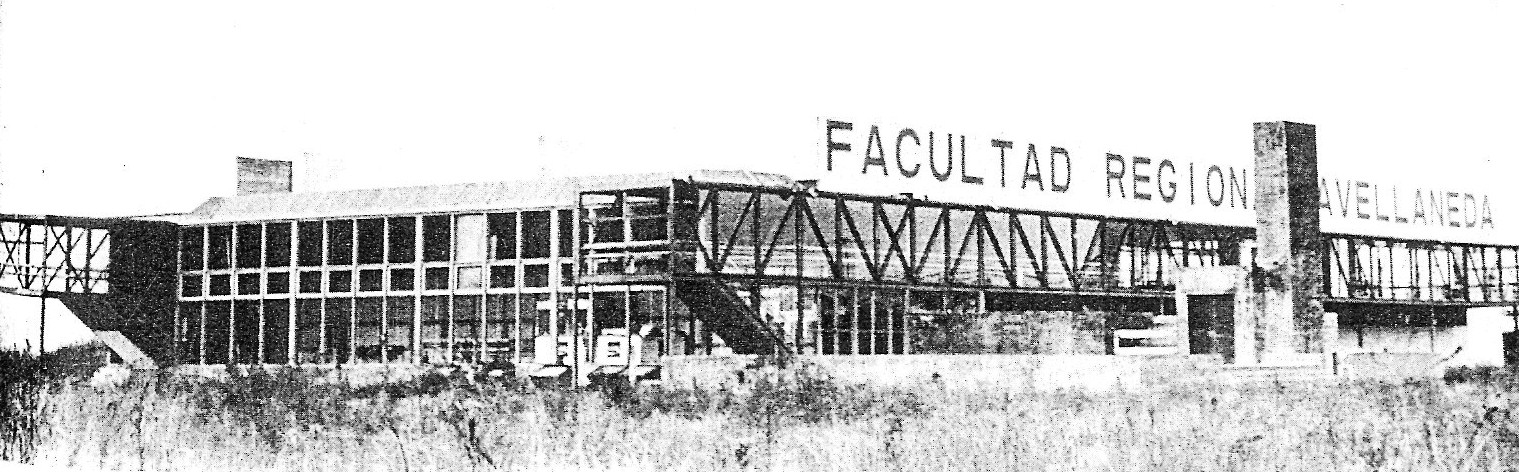
La sede Villa Domínico de la Facultad Regional Avellaneda de la UTN, en la época de su inauguración (década de 1970)

### Hospital municipal oftalmológico
Ubicado en la calle Coronel Brandsen al 4837. Se encuentra al lado de la estación de bomberos de Dominico. Se encuentra abierto de lunes a sábado hasta las 13:00 y se atiende con turno (sacar con tiempo).

### Parque Domínico
Nació a mediados del siglo XIX por impulso del alemán Jorge Domínico, quien plantó gran cantidad de eucaliptos en sus campos. En el lugar donde estaba su estancia, cedida por su mujer con la condición de llevar el apellido de su esposo, hoy se levanta el Parque de los Derechos del Trabajador. Con una superficie de aproximadamente 10 ha, posee un polideportivo, juegos infantiles pista de patinaje, anfiteatro, fútbol infantil y piscinas de verano. Por otro lado, hay 2 canchas de fútbol 11 y se está terminando otra, a disposición de los ciudadanos del Partido de Avellaneda y de otros lugares. También existe una cancha de baloncesto y una zona donde hacer Calistenia

### Cementerio de Avellaneda
El Cementerio de Avellaneda fue creado en el año 1876, se encuentra emplazado en la calle Crisólogo Larralde entre las calles Oyuela y San Lorenzo.

### Polideportivo José María Gatica
Polideportivo techado que conmemora al boxeador José María Gatica, apodado "El Mono"

### AnfiteatroHugo del Carril
Ubicado en el corazón del parque Dominico casi todos los domingos se pueden presenciar en él espectáculos artísticos y cada año los jóvenes de Acción Católica de la Parroquia San José de Dominico realizan el Pesebre Viviente

### Parroquia “San José” de Villa Domínico
Antes de la concreción del proyecto para la construcción de esta Parroquia, existió una larga historia de fe en la población de Villa Dominico. Para ello debemos remitirnos a los principios del siglo XX, en ese entonces el lugar más cercano para asistir a misa era la Iglesia “Nuestra Señora de la Asunción” en la Plaza Alsina. Los pocos medios de transporte y el mal estado de los caminos, hablaban de la necesidad de que existiera en el lugar una capilla, los habitantes no decaen en sus esfuerzos y logran que se oficie misa en lo que fuera el almacén de Don Francisco Goenaga en las calles Mitre y Centenario Uruguayo y en alguna que otra casa deshabitada. El encargado del oficio era Vicente Sauras, un joven cura que enseñaba el evangelio.
Luego de denodados esfuerzos, en 1917 se bendice la piedra fundamental de la parroquia a construirse bajo la advocación de “San José”. Al acto asistieron el Obispo de la Plata, el Padre Bartolomé Ayrolo, el gobernador Cantilo y Sra, el Padre Vicente Sauras, el Comisionado Municipal y la comunidad de Dominico y alrededores. Fue inaugurada el 23 de abril de 1918. Al poco tiempo un gran temporal azotó a la villa, volándose por entero la techumbre de la misma, lo que ocasionó volver a empezar, oficiándose misa en la casa de los Goenaga, nuevamente hasta la reparación de esta.
El Proyecto de construcción de esta Capilla de líneas puras y sencillas, le fue otorgado al constructor Fermín Córdoba en el año 1917, construyéndose sobre los terrenos que fueron propiedad de Don Eduardo Sambrissi.

### Quintas de Sarandí

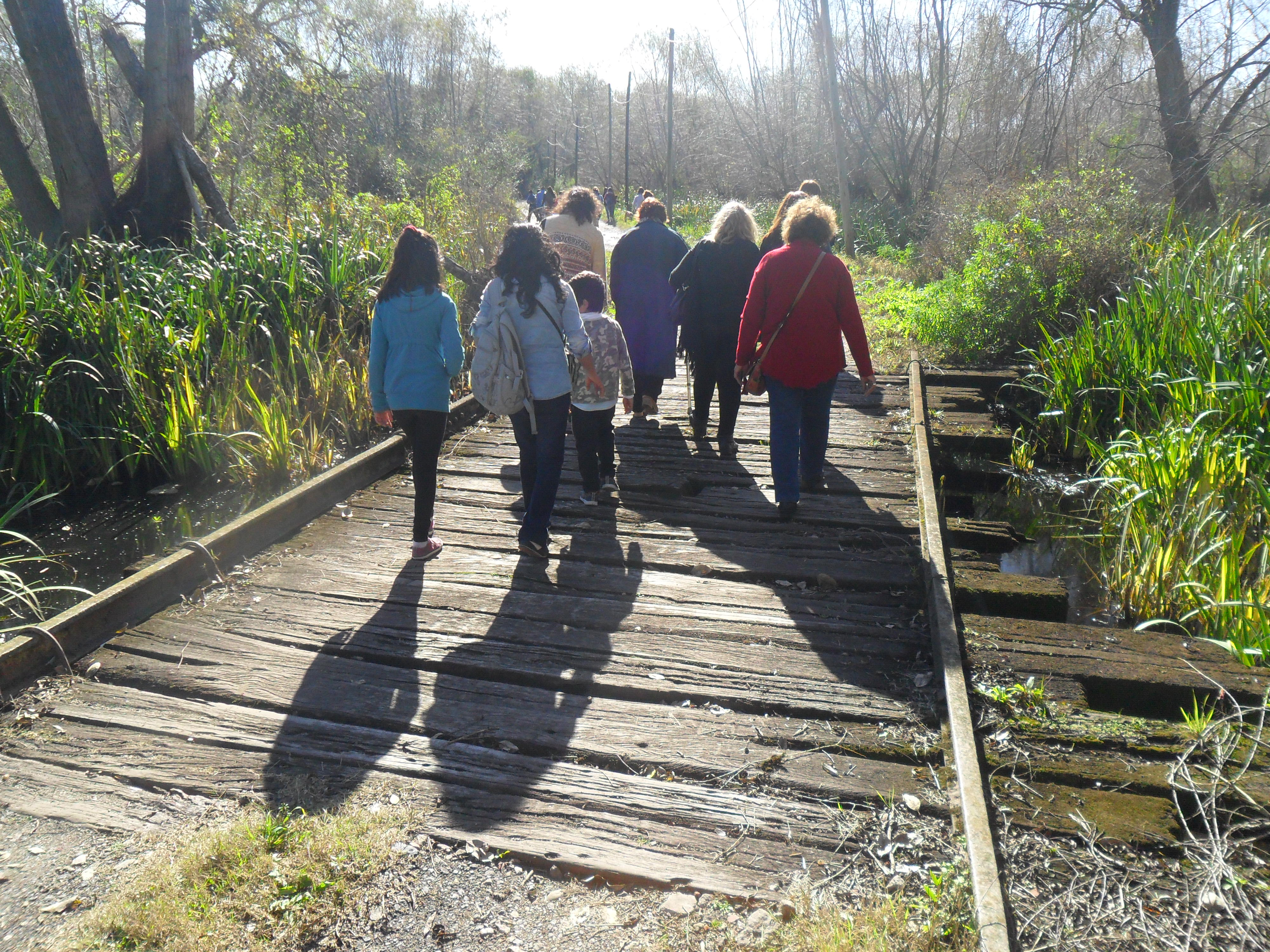
Camino a los viñedos en Villa Dominico

Las Quintas de Sarandí, con aproximadamente 400 hectáreas, constituyen el último resto de agro-ecosistema campesino en la Región Metropolitana de Buenos Aires.

## Referencias

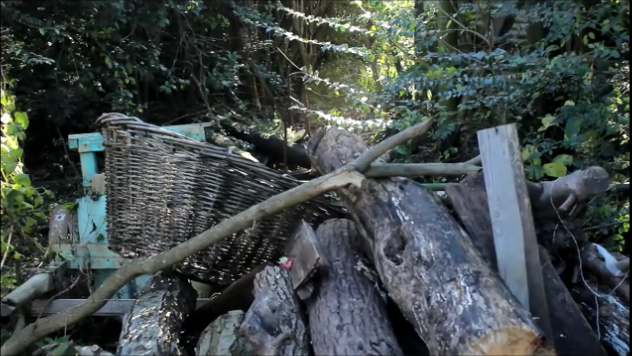
Mimbre y Madera

## Parroquias de la Iglesia católica en Villa Domínico
| Diócesis   | Avellaneda-Lanús                                                                                       |
| ---------- | --- |
| Parroquias | San José Archivado el 29 de diciembre de 2019 en Wayback Machine., Santísima Trinidad, San Luis Orione |